# Міруц Їфтер
Міруц Їфтер  (амх. ምሩፅ ይፍጠር, 15 травня 1944 — 23 грудня 2016) — ефіопський легкоатлет, олімпійський чемпіон.

## Виступи на Олімпіадах
| Олімпіада   | Дисципліна           | Місце |
| ----------- | -------------------- | ----- |
| Мюнхен 1972 | біг на 10 000 метрів | 3     |
| Москва 1980 | біг на 5000 метрів   | 1     |
| Москва 1980 | біг на 10 000 метрів | 1     |